# Peter Mohr (Schriftsteller, 1777)
Peter Mohr (* 11. Juni 1777 in Wennemanswisch; † 4. September 1822 ebenda) war ein deutscher Schriftsteller und Dichter.

## Leben
Mohr war der Sohn von Peter Mohr (1743–1778) und Cathrin Elsabe Mohr, geb. Diercks (1756–1784). Er besuchte die Gelehrtenschule in Husum, die er vorzeitig verlassen musste, um den väterlichen Hof zu übernehmen. Mohr war auf vielen Gebieten als Autodidakt schriftstellerisch tätig und besaß eine große Bibliothek, die nicht erhalten ist. Er schrieb sowohl in hoch- als auch in niederdeutscher Sprache und pries in seinen Dichtungen die Schönheit des Landlebens und die Würde des Bauernstandes. Der Landesversammlung in Heide legte er Schriften über die Marschbewirtschaftung, das Kreditwesen, die Wirtschaft Noderdithmarschens und über die Handels- und Erwerbsfreiheit vor.

## Veröffentlichungen
- Aufsätze, Gedichte, Briefe oder Drei Bücher Epoden, nebst einem, als Anhang besonders über Volksrepräsentation. Hammerich & Heineking, Altona 1819.
- Zur Verfassung Dithmarsens alter und neuer Zeit: In freier Beurtheilung, auch nach geschichtlichem Verlauf, besonders der Vorzeit Thaten und Leben, wie auch mit nach landesbeschreibender Art. Busch, Altona 1820 (Digitalisat).